# Армия восстановления Амбазонии
Армия восстановления Амбазонии (англ. Ambazonia Restoration Army) — военизированное формирование Вооружённых сил Амбазонии, представляющее собой силы военной полиции, осуществляющей надзор за внутренним правопорядком на территории государства в рамках временной замены полиции.

## История формирования
После провозглашения независимости Амбазонии, а также формирования вооружённых сил в 2017-2018 годах, полицейские Камеруна на территории активизации действий сепаратистов начали постепенный переход на сторону сепаратистов. Таким образом, десятки бывших полицейских, во главе офицера Паксона Абгора, перешли на сторону Временного правительства Амбазонии и сформировали сначала отдельное армейское формирование, а после, к 2019 году, окончательно вошли в состав Вооружённых Сил Амабзонии.